# Perizoma unicolor
Perizoma unicolor là một loài bướm đêm trong họ Geometridae.